# Izba Reprezentantów (Nigeria)
Izba Reprezentantów (ang. House of Representatives) – izba niższa parlamentu federalnego Nigerii, złożona z 360 członków wybieranych na czteroletnią kadencję. Wybory odbywają się w jednomandatowych okręgach wyborczych, z zastosowaniem ordynacji większościowej.
Czynne prawo wyborcze przysługuje obywatelom Nigerii mającym ukończone 18 lat. Kandydaci muszą mieć co najmniej 30 lat, należeć do jednej z partii politycznych i spełniać cenzus wykształcenia (posiadać tzw. certyfikat szkolny).